# Musée de la culture d'Azerbaïdjan à Tbilissi
Musée de la culture d'Azerbaïdjan à Tbilissi, Maison Akhundov est située dans l'ancien maison de l'écrivain  et philosophe azerbaïdjanais Mirza Fatali Akhundov, rue Gorgasali 17. L'exposition est consacrée à la culture d'Azerbaïdjan, la vie et l'œuvre d'Akhundov aussi qu'aux relations amicales entre Géorgie et Azerbaïdjan.

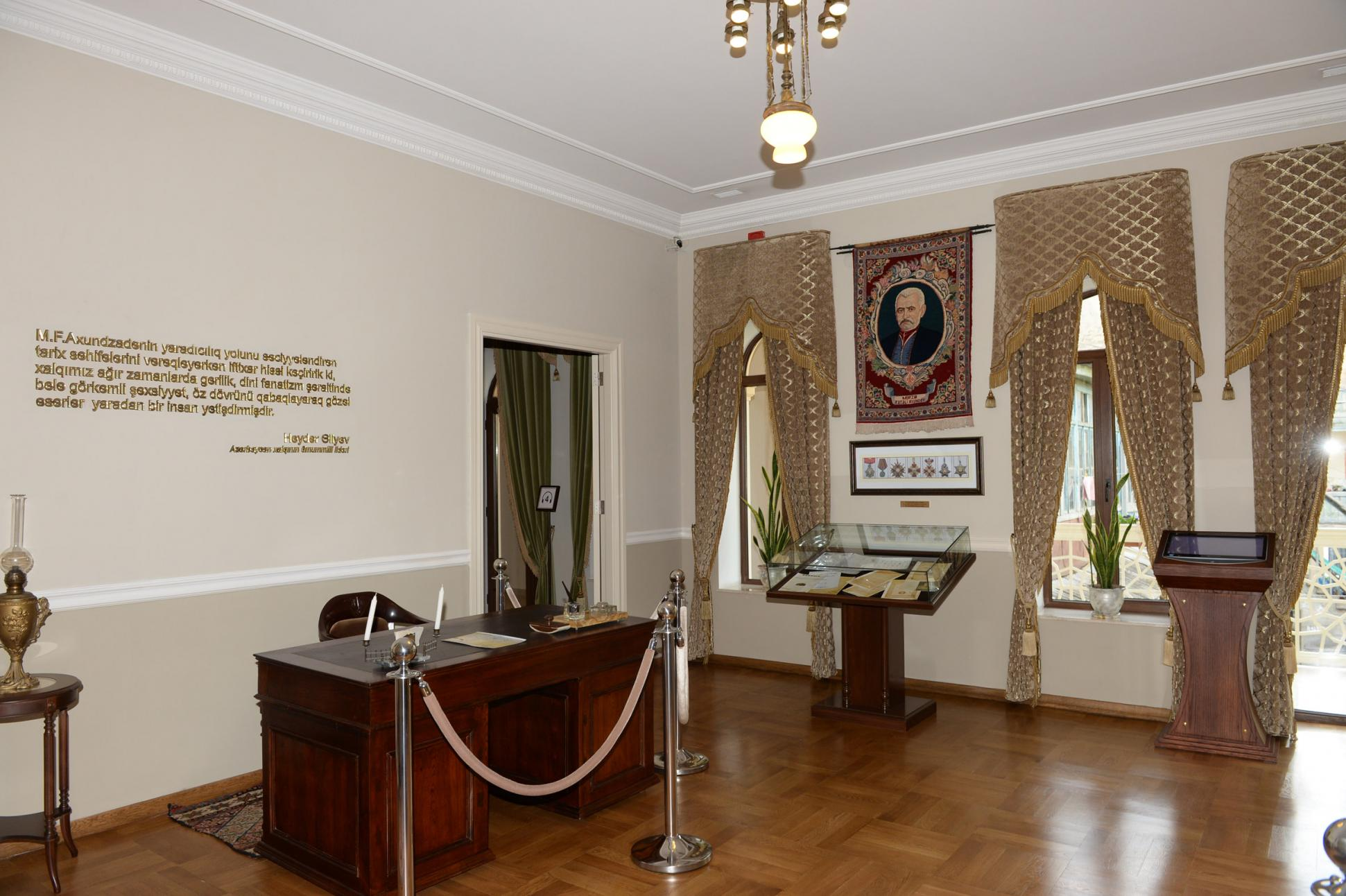
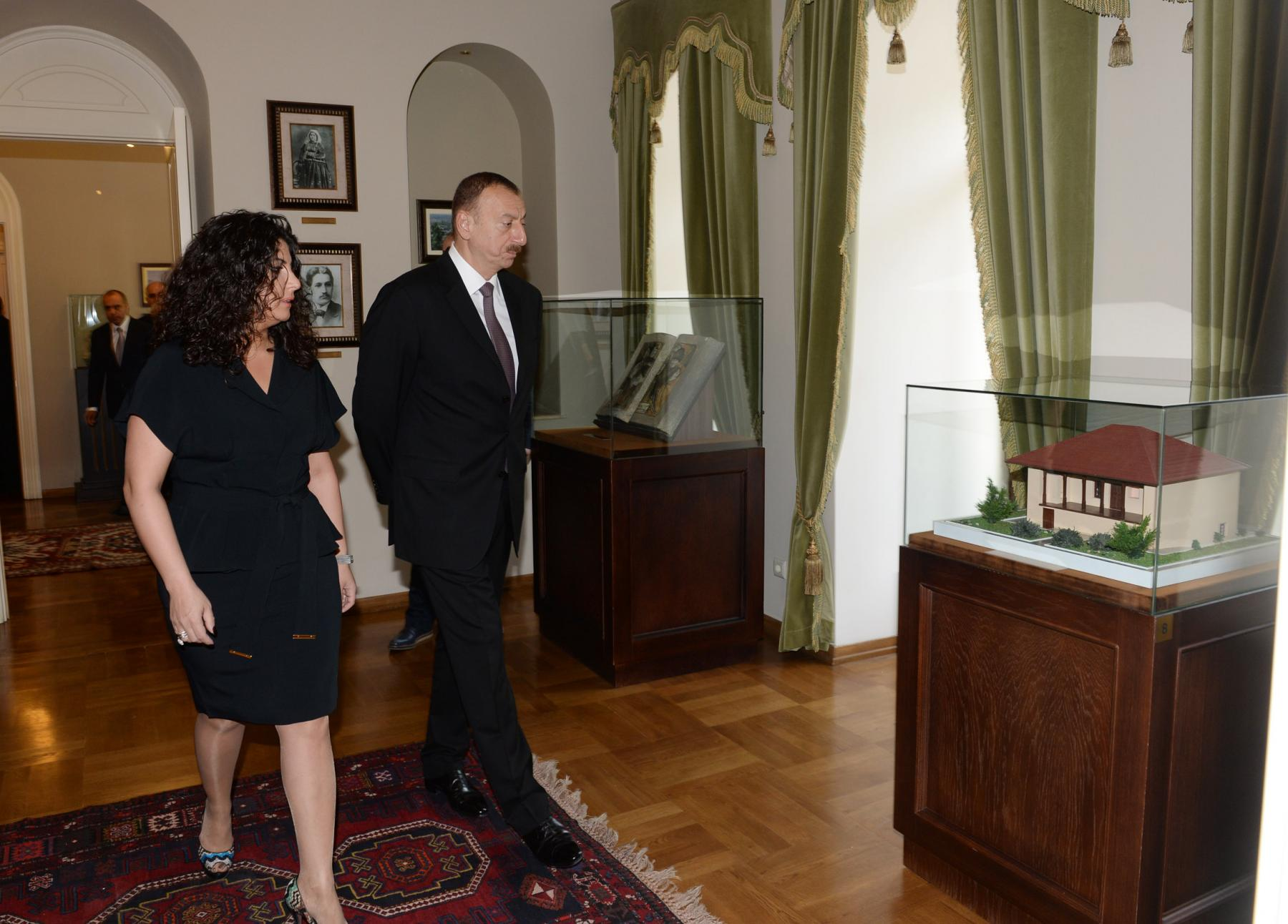
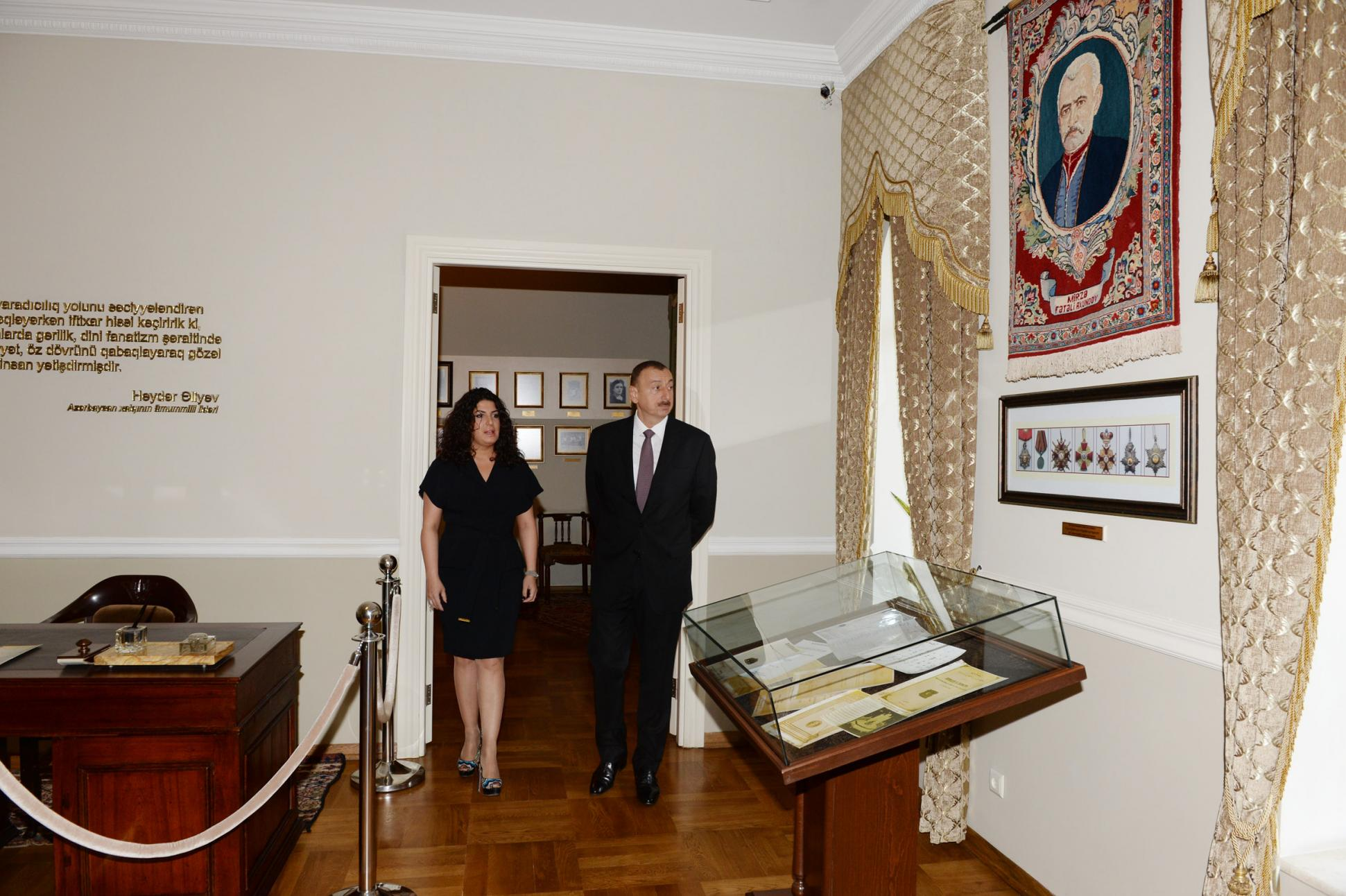
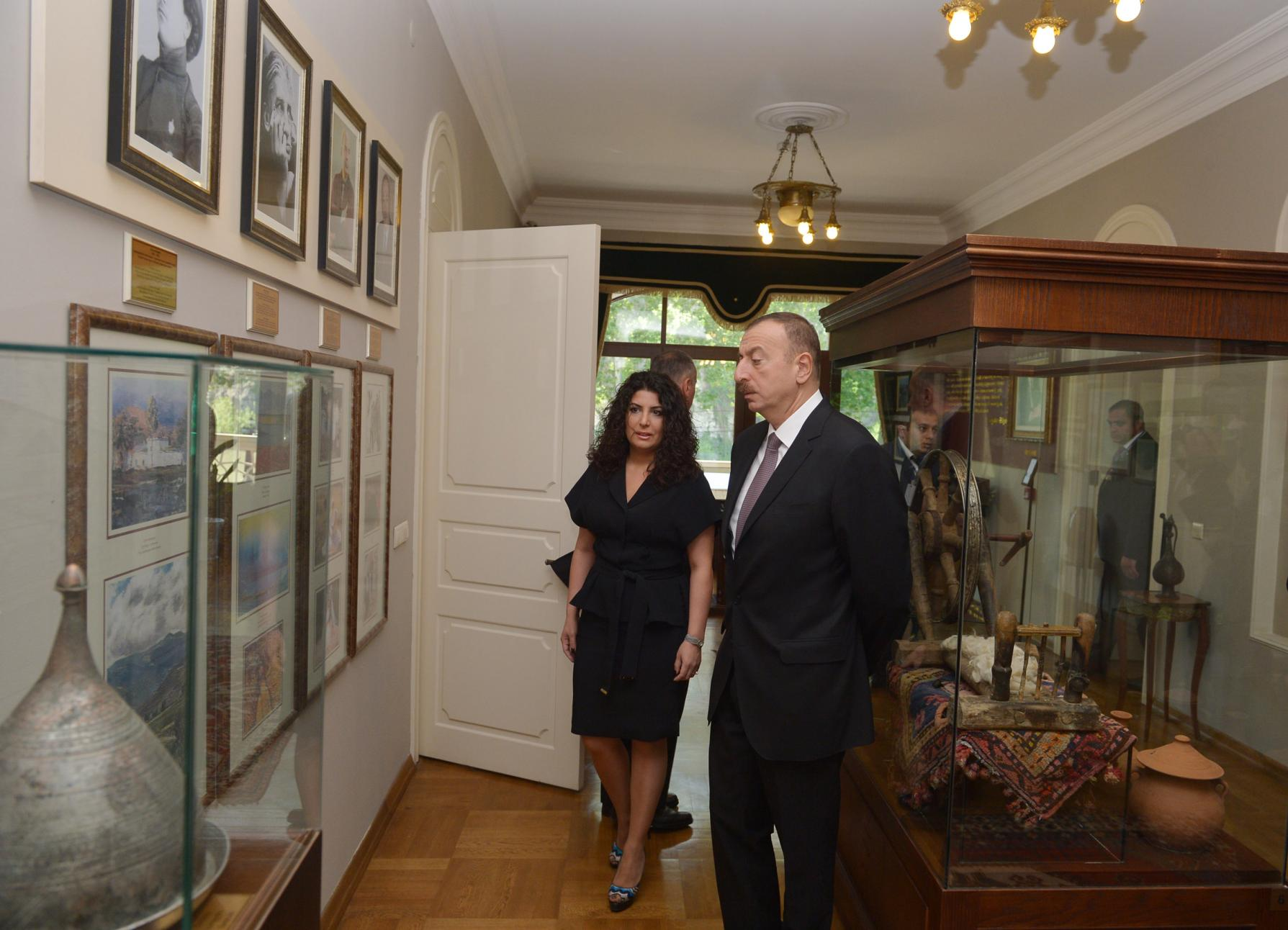

## Lien
- Site internet du Musée